# Église Saint-François d'Udine
Pour les articles homonymes, voir Église Saint-François.
L'église Saint-François est l'un des plus anciens édifices religieux d'Udine, capitale de la région historique et géographique du Frioul en Italie, située dans la région autonome du Frioul-Vénétie Julienne, aujourd'hui désacralisé et utilisé pour des expositions temporaires. Avec le couvent attenant, aujourd'hui occupé par le tribunal, l'église était le siège principal des Frères mineurs de la ville et de tout le Frioul.

## Histoire

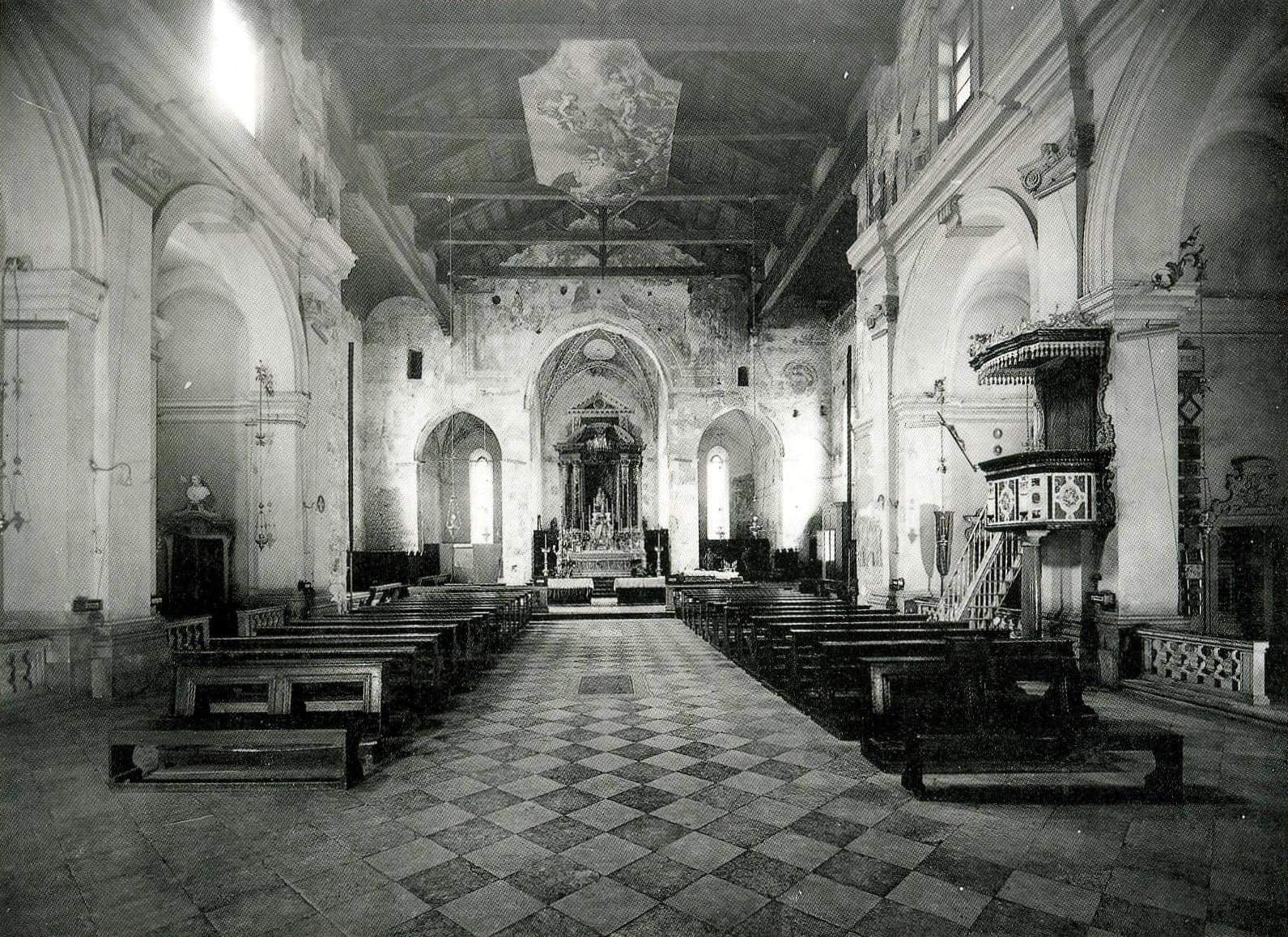
Intérieur avant le bombardement de la Seconde guerre mondiale.

La pénétration du franciscanisme dans les terres du patriarcat d'Aquilée s'est produite avec un certain retard par rapport à d'autres parties de l'Italie du Nord, même si plus tard les patriarches ont montré, avec de généreuses donations, qu'ils appréciaient la présence de frères mineurs et de prédicateurs. La présence du premier couvent franciscain dans la ville est documentée en 1259 et la consécration de l'église Saint-François remonte au premier dimanche de juillet 1266, célébrée par l'évêque de Concordia et vicedomino patriarcal, Alberto da Colle.
Au début du XIVe siècle, le frère Odoric de Pordenone est formé au couvent, et y meurt en odeur de sainteté le 14 janvier 1331, après avoir fait un voyage en Chine et avoir dicté son célèbre Récit. Le corps du frère est placé dans une arche, commandée par le maestro Filippo De Sanctis, située dans la chapelle Saint-Louis de Toulouse. Le patriarche Pagano della Torre procède à l'« élévation des reliques » du bienheureux Odoric en mai 1332. L'église devient alors un lieu de pèlerinage de tout l'État patriarcal.
En 1347, Guido de Guisis, évêque de Concordia et proche collaborateur du patriarche Bertrand de Saint-Geniès, y est enterré.
Au XVe siècle, la chapelle Saint-Louis de Toulouse est rénovée et dédiée au bienheureux Odoric.
En vue d'une reconnaissance formelle de la sainteté du bienheureux Odoric, l'église est rénovée dans le style rococo et il est décidé d'ériger une nouvelle chapelle pour le bienheureux. Le transfert du corps a lieu le 27 février 1735 ; la messe est célébrée par le cardinal Daniele Delfino, en présence des autorités, du clergé et d'une foule importante.
En 1769, le Sénat vénitien supprime les soi-disant « conventini », c'est-à-dire les couvents habités par moins de dix religieux. A Udine, c'est le cas des carmélites et de l'église du Carmin. Le gouvernement de la ville acquiert le couvent avec l'intention de l'utiliser comme hôpital, mais il se rend vite compte que le bâtiment est trop petit pour cette fonction. Des négociations commencent avec le couvent des frères mineurs de saint François pour proposer un échange : les frères franciscains déménageraient au Carmine, tandis que l'ancien couvent Saint-François deviendrait un hôpital. L'échange est ratifié par décret du Sénat le 29 décembre 1770. Les frères franciscains apportent avec eux les reliques de l'ancienne église, en particulier l'arche du bienheureux Odoric de Pordenone. Celle-ci, privée de la partie avant, est transformée en autel, tandis que la dalle avec la représentation d'Odoric allongé est détachée et placée au-dessus de l'autel comme s'il s'agissait d'un retable.
Le monastère est utilisé comme hôpital de la ville jusqu'aux années vingt du XXe siècle, tandis que l'église est utilisée comme dépôt.
L'église est fortement endommagée par les bombardements de la Seconde Guerre mondiale, puis restaurée. Depuis quelques décennies, elle est utilisée pour des expositions temporaires, notamment par des artistes locaux.
Le monastère a d'abord été utilisé comme musée d'histoire et, après une longue et lourde restauration, il est devenu le tribunal de la ville d'Udine.

## Extérieur
L'église est une construction romane simple, comme prévu par les strictes règles franciscaines : façade à pignon, nef unique avec toit en charpente en bois, trois chapelles absidiales, la plus grande centrale contenant l'autel principal. Elle est construite au XIIIe siècle et consacrée en 1266, puis modifiée au XVIIIe siècle.

## Intérieur

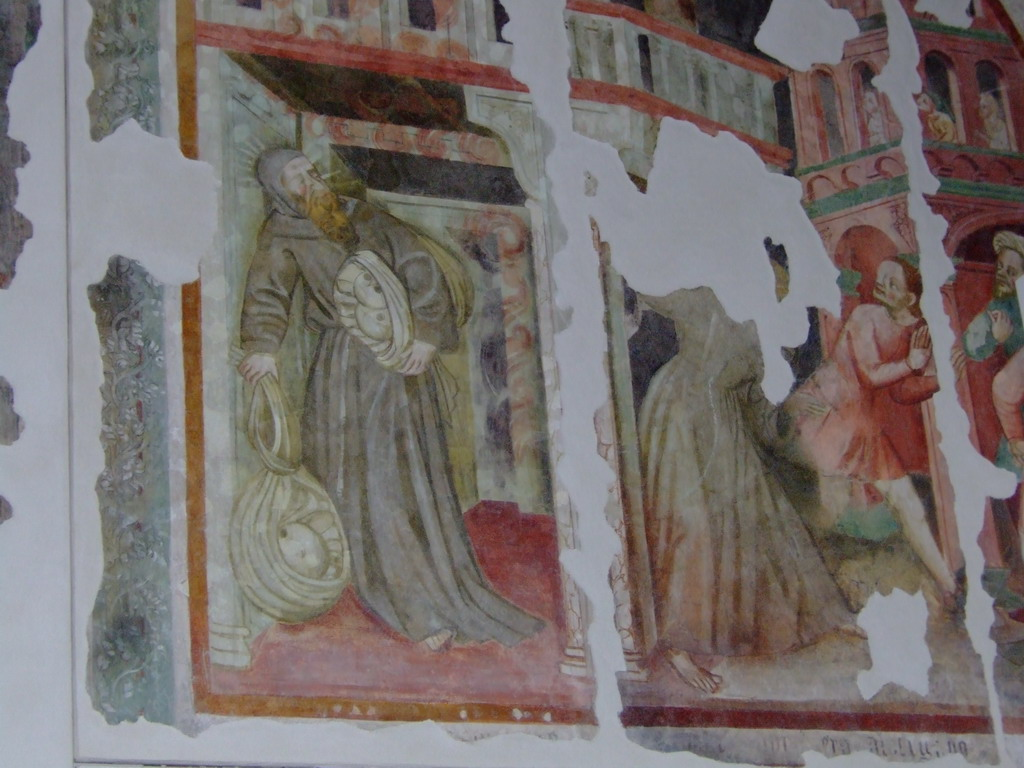
Beato Odoric sauve les os des martyrs lors d'un incendie.

L'intérieur est une croix latine, avec une seule nef et a été entièrement rénové au XVIIIe siècle ; à la fin de la Seconde Guerre mondiale, une tentative a été faite pour le ramener à sa structure d'origine.
Les fresques conservées à l'intérieur, pour la plupart en mauvais état de conservation, témoignent des influences de Giotto, probablement œuvres d'artistes qui ont travaillé d'abord dans la chapelle des Scrovegni et dans l' abbaye de Santa Maria in Silvis à Sesto al Reghena. Sur l'arc qui mène au chœur, une Annonciation renvoie à un disciple de Pietro da Rimini.
Sur le côté droit de l'abside se trouve une fresque avec un grand Arbre de vie, attribuable, malgré la patine très superficielle du toscanisme, à un peintre actif à Venise dans le deuxième quart du XIVe siècle.
Le long des murs intérieurs, des fresques des XIVe et XVe siècles sont des ouvrages des artistes des écoles ombro-toscane et émilienne.
Jusqu'à la fin du XVIIIe siècle, la chapelle du bienheureux Odoric de Pordenone subsistait, avec l'arche qui conservait ses restes. Les fresques avec les histoires du bienheureux Odoric, qui remontent à 1440, ont été détachées et placées près de l'entrée, sur le mur de gauche.

## Monastère

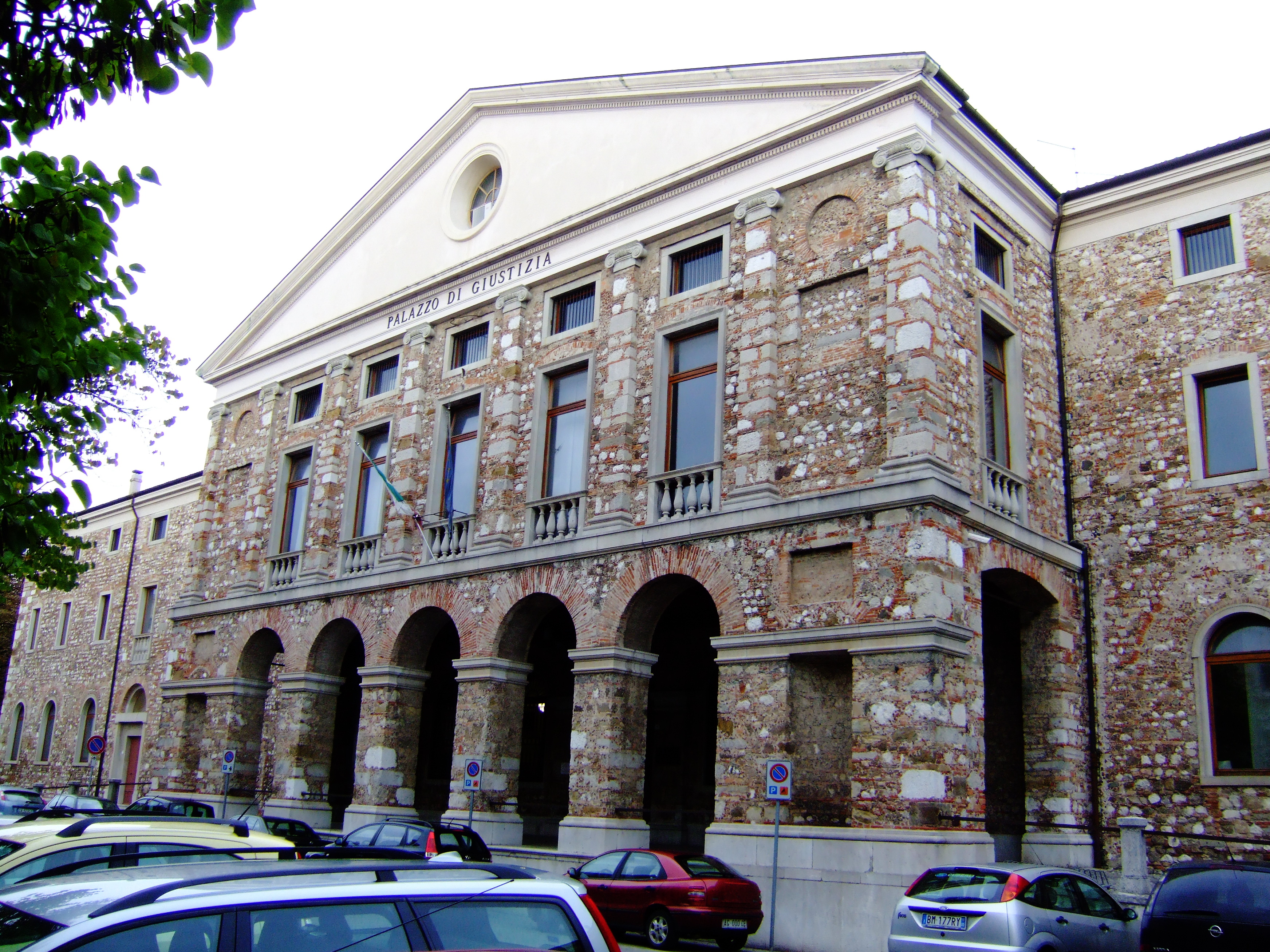
L'ancien monastère Saint-François, aujourd'hui occupé par le tribunal.

Ce fut le premier hôpital de la ville, puis le siège du musée des sciences naturelles et enfin, c'est aujourd'hui le siège du tribunal.